# Osiris analis
Osiris analis är en biart som beskrevs av Heinrich Friese 1930. Osiris analis ingår i släktet Osiris och familjen långtungebin. Inga underarter finns listade i Catalogue of Life.